# Crazy (bài hát của Gnarls Barkley)
"Crazy" là một bài hát của bộ đôi người Mỹ Gnarls Barkley nằm trong album phòng thu đầu tay của họ, St. Elsewhere (2006). Nó được phát hành vào ngày 13 tháng 3 năm 2006 như là đĩa đơn đầu tiên trích từ album, đồng thời là đĩa đơn đầu tay trong sự nghiệp của nhóm bởi Downtown Records ở Hoa Kỳ và Warner Music ở nhiều thị trường khác. Bài hát được đồng viết lời bởi hai thành viên là Danger Mouse và CeeLo Green, trong đó sử dụng đoạn nhạc mẫu từ bài hát năm 1968 "Last Man Standing" được viết lời bởi Gian Franco Reverberi và Gian Piero Reverberi cho bộ phim Django, Prepare a Coffin, và được sản xuất bởi Mouse. "Crazy" là một bản Neo soul và electronica mang nội dung đề cập đến một cuộc trò chuyện giữa Mouse và Green về việc mất trí nhớ và rơi vào trạng thái điên rồ, điều mà cả hai cho rằng không phải là tất cả. Nó đã bị rò rỉ vào cuối năm 2005, vài tháng trước khi được phát hành chính thức, và ngay lập tức nhận được những lời yêu cầu phát sóng liên tục trên BBC Radio 1 ở Vương quốc Anh.
Sau khi phát hành, "Crazy" nhận được những phản ứng tích cực từ các nhà phê bình âm nhạc, trong đó họ đánh giá cao quá trình sản xuất của nó. Bài hát đã lọt vào danh sách những bản nhạc xuất sắc nhất mọi thời đại bởi nhiều tạp chí và ấn phẩm âm nhạc, bao gồm vị trí thứ 100 trong danh sách "500 Bài hát xuất sắc vĩ đại nhất" của Rolling Stones. "Crazy" cũng tiếp nhận những thành công vượt trội về mặt thương mại, đứng đầu các bảng xếp hạng ở Áo, Đan Mạch, Ireland, New Zealand, Thụy Sĩ và Vương quốc Anh, nơi nó trở thành đĩa đơn đầu tiên trong lịch sử đứng đầu bảng xếp hạng chỉ với lượt tải nhạc số và là đĩa đơn bán chạy nhất năm 2006 tại đây với chín tuần liên tiếp ở ngôi vị số một. Ngoài ra, bài hát còn vươn đến top 10 ở hầu hết những quốc gia nó xuất hiện, bao gồm vươn đến top 5 ở Úc, Bỉ, Phần Lan, Pháp, Đức, Ý, Hà Lan, Na Uy và Thụy Điển. Tại Hoa Kỳ, nó đạt vị trí thứ hai trên bảng xếp hạng Billboard Hot 100 trong bảy tuần liên tiếp, trở thành đĩa đơn có thứ hạng cao nhất và duy nhất của họ lọt vào top 10 tại đây.
Hai video ca nhạc khác nhau đã được thực hiện cho "Crazy". Video đầu tiên được đạo diễn bởi Robert Hales với phong cách Trắc nghiệm Rorschach, trong đó Gnarls Barkley xuất hiện với nhiều hình tượng khác nhau được thay đổi liên tục. Nó đã gặt hái nhiều lời khen từ giới chuyên môn bởi tính nghệ thuật cao, và nhận được ba đề cử tại giải Video âm nhạc của MTV năm 2006 cho Video xuất sắc nhất của nhóm nhạc, Đạo diễn xuất sắc nhất và Biên tập xuất sắc nhất, và chiến thắng hai giải sau. Một phiên bản video khác do Mina Song làm đạo diễn cũng được phát hành trước đó, với những biểu tượng từ nhiều nền văn hóa và tôn giáo xuất hiện trong sự hòa hợp rời rạc với lời bài hát. Để quảng bá bài hát, nhóm đã trình diễn nó trên nhiều chương trình truyền hình và lễ trao giải lớn, bao gồm Late Show with David Letterman, Top of the Pops, giải Điện ảnh của MTV năm 2006 và giải Grammy lần thứ 49.
Được ghi nhận là bài hát trứ danh trong sự nghiệp của Gnarls Barkley, "Crazy" đã được hát lại và sử dụng làm nhạc mẫu bởi rất nhiều nghệ sĩ, như Prince, Maroon 5, Pink, Nelly Furtado và OneRepublic, cũng như xuất hiện trên nhiều tác phẩm điện ảnh và truyền hình, bao gồm Kick-Ass, Religulous, The Big Short, How to Rock, Grey's Anatomy, Boyhood, và Birdman. Bài hát còn gặt hái nhiều giải thưởng và đề cử tại những lễ trao giải quan trọng, bao gồm chiến thắng giải Âm nhạc châu Âu của MTV năm 2006 ở hạng mục Bài hát xuất sắc nhất cũng như hai đề cử giải Grammy cho Thu âm của năm và Trình diễn Urban/Alternative xuất sắc nhất, và chiến thắng giải sau.

## Danh sách bài hát
Đĩa CD tại châu Âu và Anh quốc
1. "Crazy" — 2:58
2. "Just A Thought" — 2:38

Đĩa CD quảng bá tại Hoa Kỳ
1. "Crazy" — 2:58
2. "Crazy" (bản không lời) — 2:58

## Xếp hạng
| Bảng xếp hạng (2006-07)                  | Vị trí cao nhất |
| ---------------------------------------- | --------------- |
| Úc (ARIA)                                | 2               |
| Áo (Ö3 Austria Top 40)                   | 1               |
| Bỉ (Ultratop 50 Flanders)                | 3               |
| Bỉ (Ultratop 50 Wallonia)                | 1               |
| Brazil (ABPD)                            | 3               |
| Canada (Canadian Singles Chart)          | 2               |
| Đan Mạch (Tracklisten)                   | 1               |
| Châu Âu (European Hot 100 Singles)       | 1               |
| Phần Lan (Suomen virallinen lista)       | 3               |
| Pháp (SNEP)                              | 3               |
| Đức (Official German Charts)             | 1               |
| Hy Lạp (IFPI Greece)                     | 8               |
| Hungary (Rádiós Top 40)                  | 1               |
| Ireland (IRMA)                           | 1               |
| Ý (FIMI)                                 | 2               |
| Hà Lan (Dutch Top 40)                    | 3               |
| Hà Lan (Single Top 100)                  | 3               |
| New Zealand (Recorded Music NZ)          | 1               |
| Na Uy (VG-lista)                         | 2               |
| Scotland (OCC)                           | 1               |
| Thụy Điển (Sverigetopplistan)            | 4               |
| Thụy Sĩ (Schweizer Hitparade)            | 1               |
| Anh Quốc (OCC)                           | 1               |
| Anh Quốc R&B (OCC)                       | 1               |
| Hoa Kỳ Billboard Hot 100                 | 2               |
| Hoa Kỳ Adult Contemporary (Billboard)    | 7               |
| Hoa Kỳ Adult Pop Airplay (Billboard)     | 1               |
| Hoa Kỳ Alternative Songs (Billboard)     | 7               |
| Hoa Kỳ Dance Club Songs (Billboard)      | 23              |
| Hoa Kỳ Hot R&B/Hip-Hop Songs (Billboard) | 53              |
| Hoa Kỳ Pop Airplay (Billboard)           | 6               |

| Bảng xếp hạng (2006)                 | Vị trí |
| ------------------------------------ | ------ |
| Australia (ARIA)                     | 16     |
| Austria (Ö3 Austria Top 75)          | 1      |
| Belgium (Ultratop 50 Flanders)       | 6      |
| Belgium (Ultratop 40 Wallonia)       | 7      |
| Denmark (Tracklisten)                | 4      |
| Europe (European Hot 100 Singles)    | 3      |
| Finland (Suomen virallinen lista)    | 41     |
| Germany (Official German Charts)     | 4      |
| Hungary (Rádiós Top 40)              | 22     |
| Ireland (IRMA)                       | 5      |
| Italy (FIMI)                         | 5      |
| Japan (Tokyo Hot 100)                | 40     |
| Netherlands (Dutch Top 40)           | 4      |
| Netherlands (Single Top 100)         | 6      |
| New Zealand (Recorded Music NZ)      | 1      |
| Romania (UPFR)                       | 12     |
| Sweden (Sverigetopplistan)           | 15     |
| Switzerland (Schweizer Hitparade)    | 2      |
| UK Singles (Official Charts Company) | 1      |
| US Billboard Hot 100                 | 7      |
| US Adult Top 40 (Billboard)          | 11     |
| US Pop Songs (Billboard)             | 13     |

| Bảng xếp hạng (2000-09)              | Vị trí |
| ------------------------------------ | ------ |
| Austria (Ö3 Austria Top 40)          | 17     |
| Germany (Official German Charts)     | 20     |
| Netherlands (Dutch Top 40)           | 87     |
| Netherlands (Single Top 100)         | 43     |
| UK Singles (Official Charts Company) | 12     |

| Bảng xếp hạng                        | Vị trí |
| ------------------------------------ | ------ |
| UK Singles (Official Charts Company) | 124    |

## Chứng nhận
| Quốc gia | Chứng nhận  | Số đơn vị/doanh số chứng nhận |
| --- | ----------- | ----------------------------- |
| Úc (ARIA) | Vàng        | 35.000^                       |
| Áo (IFPI Áo) | Vàng        | 15.000*                       |
| Bỉ (BEA) | Vàng        | 25.000*                       |
| Canada (Music Canada) | 2× Bạch kim | 160,000^                      |
| Đan Mạch (IFPI Đan Mạch) | 2× Bạch kim | 120,000^                      |
| Đức (BVMI) | Bạch kim    | 500.000^                      |
| Ý (FIMI) | Vàng        | 25,000‡                       |
| New Zealand (RMNZ) | Vàng        | 5.000*                        |
| Thụy Điển (GLF) | Vàng        | 10,000^                       |
| Thụy Sĩ (IFPI) | Vàng        | 15.000^                       |
| Anh Quốc (BPI) | 2× Bạch kim | 1.200.000‡                    |
| Hoa Kỳ (RIAA) Nhạc số | 4× Bạch kim | 4,000,000‡                    |
| Hoa Kỳ (RIAA) Nhạc chuông | Bạch kim    | 1,000,000^                    |
| * Chứng nhận dựa theo doanh số tiêu thụ. ^ Chứng nhận dựa theo doanh số nhập hàng. ‡ Chứng nhận dựa theo doanh số tiêu thụ và phát trực tuyến. |             |                               |